# 2015-ös San Juan-i műugró-Grand Prix-verseny
A Nemzetközi Úszószövetség (FINA) 2015-ben a 21. alkalommal rendezte meg április 16. és április 19. között a műugró-Grand Prix-versenysorozatot, melynek negyedik állomása a Puerto Ricó-i San Juan volt.

## Eredmények

### Éremtáblázat
| #        | nemzet           | arany | ezüst | bronz | összesen |
| 1        | Kína             | 5     | 2     | 1     | 8        |
| 2        | Japán            | 3     | 1     | 0     | 4        |
| 3        | Brazília         | 1     | 3     | 1     | 5        |
| 3        | Malajzia         | 1     | 3     | 1     | 5        |
| 5        | USA              | 0     | 1     | 1     | 2        |
| 6        | Kolumbia         | 0     | 0     | 2     | 2        |
| 7        | Egyiptom         | 0     | 0     | 1     | 1        |
| 7        | Fehéroroszország | 0     | 0     | 1     | 1        |
| 7        | Mexikó           | 0     | 0     | 1     | 1        |
| 7        | Puerto Rico      | 0     | 0     | 1     | 1        |
| összesen | összesen         | 10    | 10    | 10    | 30       |

### Éremszerzők
| versenyszám          | arany                                                | ezüst                                                 | bronz                                                           |
| férfiak              |                                                      |                                                       |                                                                 |
| 3 m                  | Teraucsi Ken                                         | Cesar Castro                                          | Sebastián Morales Mendoza                                       |
| 3 m szinkron         | Szakai Só / Teraucsi Ken                             | Ooi Tze Liang / Azman Ahmad Amsyar                    | Csen Zsung-csüan (Chen Rongquan) / Csung Jü-ming (Zhong Yuming) |
| 10 m                 | Hu Csi-jüan (Hu Qiyuan)                              | Huang Po-ven (Huang Bowen)                            | Ooi Tze Liang                                                   |
| 10 m szinkron        | Huang Po-ven (Huang Bowen) / Vang An-csi (Wang Anqi) | Ooi Tze Liang / Chew Yiwei                            | Vadzim Kaptur / Yauheni Karaliou                                |
| nők                  |                                                      |                                                       |                                                                 |
| 3 m                  | Itahasi Minami                                       | Juliana Veloso                                        | Samantha Pickens                                                |
| 3 m szinkron         | Vu Csun-ting (Wu Chunting) / Csü Lin (Qu Lin)        | Deidre Freeman / Jessica Parratto                     | Luisa Jiménez / Jeniffer Fernández                              |
| 10 m                 | Csi Sze-jü (Ji Siyu)                                 | Itahasi Minami                                        | Ingrid Oliveira                                                 |
| 10 m szinkron        | Csi Sze-jü (Ji Siyu) / Ting Ja-jing (Ding Yaying)    | Giovanna Pedroso / Ingrid Oliveira                    | Paola Pineda Vazquez / Carolina Mendoza                         |
| vegyes csapatverseny |                                                      |                                                       |                                                                 |
| 3 m szinkron         | Loh Zhiayi / Muhammad Syafiq                         | Liu Ling-zsuj (Liu Lingrui) / Hu Csi-jüan (Hu Qiyuan) | Diana Pineda / Sebastián Villa Castañeda                        |
| 10 m szinkron        | Ingrid Oliveira / Luiz Felipe Outerelo               | Loh Zhiayi / Chew Yiwei                               | Maha Abdel Salam / Mohab Ishak                                  |

## A versenyen részt vevő nemzetek
A Grand Prix-n 17 nemzet 78 sportolója – 38 férfi és 40 nő – vett részt, az alábbi megbontásban:
| Részt vevő nemzetek férfi / nő megbontásban | Részt vevő nemzetek férfi / nő megbontásban | Részt vevő nemzetek férfi / nő megbontásban | Részt vevő nemzetek férfi / nő megbontásban | Részt vevő nemzetek férfi / nő megbontásban | Részt vevő nemzetek férfi / nő megbontásban | Részt vevő nemzetek férfi / nő megbontásban | Részt vevő nemzetek férfi / nő megbontásban | Részt vevő nemzetek férfi / nő megbontásban |
| ------------------------------------------- | ------------------------------------------- | ------------------------------------------- | ------------------------------------------- | ------------------------------------------- | ------------------------------------------- | ------------------------------------------- | ------------------------------------------- | ------------------------------------------- |
| nemzet                                      | F                                           | N                                           | nemzet                                      | F                                           | N                                           | nemzet                                      | F                                           | N                                           |
| Brazília                                    | 3                                           | 4                                           | Kanada                                      | 1                                           | 3                                           | Puerto Rico                                 | 1                                           | 2                                           |
| Dominikai Köztársaság                       | 1                                           | 0                                           | Kína                                        | 5                                           | 5                                           | Svédország                                  | 1                                           | 0                                           |
| Egyiptom                                    | 3                                           | 4                                           | Kolumbia                                    | 5                                           | 4                                           | Szingapúr                                   | 2                                           | 4                                           |
| Fehéroroszország                            | 2                                           | 0                                           | Lengyelország                               | 2                                           | 0                                           | Új-Zéland                                   | 1                                           | 1                                           |
| Jamaica                                     | 1                                           | 0                                           | Malajzia                                    | 4                                           | 4                                           | USA                                         | 1                                           | 4                                           |
| Japán                                       | 3                                           | 3                                           | Mexikó                                      | 2                                           | 2                                           |                                             |                                             |                                             |

F = férfi, N = nő

## Versenyszámok

### Férfiak

#### 3 méteres műugrás
| #  | Ország                | Név                              | Selejtező | Selejtező | Középdöntő | Középdöntő | Középdöntő | Középdöntő | Döntő   | Döntő  |
| #  | Ország                | Név                              | Selejtező | Selejtező | A          | A          | B          | B          | Döntő   | Döntő  |
| #  | Ország                | Név                              | Rangsor   | Pontok    | Rangsor    | Pontok     | Rangsor    | Pontok     | Rangsor | Pontok |
| -- | --------------------- | -------------------------------- | --------- | --------- | ---------- | ---------- | ---------- | ---------- | ------- | ------ |
|    | Japán                 | Teraucsi Ken                     | 1         | 408,70    |            |            | 3          | 433,15     | 1       | 424,65 |
|    | Brazília              | Cesar Castro                     | 2         | 395,65    | 2          | 388,55     |            |            | 2       | 418,50 |
|    | Kolumbia              | Sebastián Morales Mendoza        | 11        | 360,00    |            |            | 2          | 437,20     | 3       | 418,30 |
| 4  | Malajzia              | Ooi Tze Liang                    | 3         | 385,35    |            |            | 1          | 470,00     | 4       | 409,05 |
| 5  | Japán                 | Szakai Só                        | 6         | 371,20    | 3          | 382,35     |            |            | 5       | 381,30 |
| 6  | Brazília              | Ian Carlos Matos                 | 4         | 373,15    | 1          | 391,95     |            |            | 6       | 373,75 |
|    |                       |                                  |           |           |            |            |            |            |         |        |
| 7  | Jamaica               | Yona Knight-Wisdom               | 7         | 370,10    |            |            | 4          | 375,55     |         |        |
| 8  | Új-Zéland             | Liam Stone                       | 12        | 359,30    | 4          | 356,00     |            |            |         |        |
| 9  | Kolumbia              | Miguel Reyes Abadia              | 10        | 361,10    | 5          | 349,05     |            |            |         |        |
| 10 | Mexikó                | Juan Celaya                      | 5         | 372,80    |            |            | 5          | 339,10     |         |        |
| 11 | Malajzia              | Azman Ahmad Amsyar               | 8         | 367,80    | 6          | 330,20     |            |            |         |        |
| 12 | Kína                  | Csung Jü-ming (Zhong Yuming)     | 9         | 367,75    |            |            | 6          | 325,20     |         |        |
|    |                       |                                  |           |           |            |            |            |            |         |        |
| 13 | Lengyelország         | Andrzej Rzeszutek                | 13        | 356,50    |            |            |            |            |         |        |
| 14 | Mexikó                | Julio Rodríguez                  | 14        | 350,35    |            |            |            |            |         |        |
| 15 | Lengyelország         | Kacper Lesiak                    | 15        | 342,20    |            |            |            |            |         |        |
| 16 | Kanada                | Jamie Bissett                    | 16        | 340,40    |            |            |            |            |         |        |
| 17 | USA                   | Darian Schmidt                   | 17        | 335,05    |            |            |            |            |         |        |
| 18 | Svédország            | Jesper Tolvers                   | 18        | 319,60    |            |            |            |            |         |        |
| 19 | Szingapúr             | Timothy Lee                      | 19        | 318,45    |            |            |            |            |         |        |
| 20 | Egyiptom              | Youssef Ezzat                    | 20        | 307,35    |            |            |            |            |         |        |
| 21 | Kína                  | Csen Zsung-csüan (Chen Rongquan) | 21        | 303,55    |            |            |            |            |         |        |
| 22 | Szingapúr             | Mark Lee                         | 22        | 293,55    |            |            |            |            |         |        |
| 23 | Dominikai Köztársaság | Frandiel Gomez                   | 23        | 291,40    |            |            |            |            |         |        |
| 24 | Egyiptom              | Mohamed Noaman                   | 24        | 256,60    |            |            |            |            |         |        |
| 25 | Fehéroroszország      | Yauheni Karaliou                 | 25        | 235,95    |            |            |            |            |         |        |

#### 3 méteres szinkronugrás
| # | Ország        | Név                                                             | Pontok |
| - | ------------- | --------------------------------------------------------------- | ------ |
|   | Japán         | Szakai Só / Teraucsi Ken                                        | 378,27 |
|   | Malajzia      | Ooi Tze Liang / Azman Ahmad Amsyar                              | 377,13 |
|   | Kína          | Csen Zsung-csüan (Chen Rongquan) / Csung Jü-ming (Zhong Yuming) | 339,09 |
| 4 | Lengyelország | Andrzej Rzeszutek / Kacper Lesiak                               | 338,25 |
| 5 | Brazília      | Luiz Felipe Outerelo / Ian Carlos Matos                         | 335,34 |
| 6 | Kolumbia      | Sebastián Villa Castañeda / Sebastián Morales Mendoza           | 331,50 |
| 7 | Szingapúr     | Mark Lee / Timothy Lee                                          | 322,98 |
| 8 | Egyiptom      | Youssef Ezzat / Mohab Ishak                                     | 297,15 |

#### 10 méteres toronyugrás
| #  | Ország           | Név                        | Selejtező | Selejtező | Középdöntő | Középdöntő | Középdöntő | Középdöntő | Döntő   | Döntő  |
| #  | Ország           | Név                        | Selejtező | Selejtező | A          | A          | B          | B          | Döntő   | Döntő  |
| #  | Ország           | Név                        | Rangsor   | Pontok    | Rangsor    | Pontok     | Rangsor    | Pontok     | Rangsor | Pontok |
| -- | ---------------- | -------------------------- | --------- | --------- | ---------- | ---------- | ---------- | ---------- | ------- | ------ |
|    | Kína             | Hu Csi-jüan (Hu Qiyuan)    | 4         | 417,50    | 1          | 423,80     |            |            | 1       | 469,35 |
|    | Kína             | Huang Po-ven (Huang Bowen) | 1         | 457,30    |            |            | 1          | 427,10     | 2       | 468,50 |
|    | Malajzia         | Ooi Tze Liang              | 3         | 424,10    |            |            | 2          | 412,30     | 3       | 434,60 |
| 4  | Kolumbia         | Sebastián Villa Castañeda  | 8         | 357,60    | 2          | 410,70     |            |            | 4       | 417,25 |
| 5  | Fehéroroszország | Vadzim Kaptur              | 5         | 399,95    |            |            | 3          | 407,50     | 5       | 405,90 |
| 6  | Puerto Rico      | Rafael Quintero            | 2         | 426,90    | 3          | 369,80     |            |            | 6       | 384,05 |
|    |                  |                            |           |           |            |            |            |            |         |        |
| 7  | Svédország       | Jesper Tolvers             | 9         | 356,85    |            |            | 4          | 399,45     |         |        |
| 8  | Japán            | Takuma Agita               | 10        | 317,90    | 4          | 335,40     |            |            |         |        |
| 9  | Mexikó           | Juan Celaya                | 6         | 399,80    | 5          | 311,80     |            |            |         |        |
| 10 | Malajzia         | Chew Yiwei                 | 7         | 391,15    |            |            | 5          | 290,55     |         |        |
| 11 | Egyiptom         | Mohab Ishak                | 12        | 276,25    | 6          | 264,25     |            |            |         |        |
| 12 | Kolumbia         | Erick Caicedo Ruiz         | 11        | 299,10    |            |            | 6          | 226,50     |         |        |

#### 10 méteres szinkronugrás
| # | Ország           | Név                                                  | Pontok |
| - | ---------------- | ---------------------------------------------------- | ------ |
|   | Kína             | Huang Po-ven (Huang Bowen) / Vang An-csi (Wang Anqi) | 414,93 |
|   | Malajzia         | Ooi Tze Liang / Chew Yiwei                           | 380,85 |
|   | Fehéroroszország | Vadzim Kaptur / Yauheni Karaliou                     | 375,66 |

### Nők

#### 3 méteres műugrás
| #  | Ország      | Név                         | Selejtező | Selejtező | Középdöntő | Középdöntő | Középdöntő | Középdöntő | Döntő   | Döntő  |
| #  | Ország      | Név                         | Selejtező | Selejtező | A          | A          | B          | B          | Döntő   | Döntő  |
| #  | Ország      | Név                         | Rangsor   | Pontok    | Rangsor    | Pontok     | Rangsor    | Pontok     | Rangsor | Pontok |
| -- | ----------- | --------------------------- | --------- | --------- | ---------- | ---------- | ---------- | ---------- | ------- | ------ |
|    | Japán       | Itahasi Minami              | 9         | 253,95    |            |            | 3          | 275,15     | 1       | 297,60 |
|    | Brazília    | Juliana Veloso              | 2         | 286,90    | 3          | 266,20     |            |            | 2       | 293,70 |
|    | USA         | Samantha Pickens            | 3         | 274,50    |            |            | 2          | 277,20     | 3       | 290,70 |
| 4  | Kína        | Vu Csun-ting (Wu Chunting)  | 5         | 271,55    |            |            | 1          | 298,80     | 4       | 289,90 |
| 5  | Kolumbia    | Diana Pineda                | 6         | 268,15    | 1          | 285,90     |            |            | 5       | 289,00 |
| 6  | USA         | Deidre Freeman              | 4         | 274,20    | 1          | 285,90     |            |            | 6       | 277,10 |
|    |             |                             |           |           |            |            |            |            |         |        |
| 7  | Kína        | Liu Ling-zsuj (Liu Lingrui) | 1         | 290,45    |            |            | 4          | 270,55     |         |        |
| 8  | Mexikó      | Paola Pineda Vazquez        | 7         | 260,80    |            |            | 5          | 259,15     |         |        |
| 9  | Puerto Rico | Luisa Jiménez               | 8         | 260,00    | 4          | 253,00     |            |            |         |        |
| 10 | Malajzia    | Kam Ling Kar                | 10        | 250,50    | 5          | 251,40     |            |            |         |        |
| 11 | Új-Zéland   | Elizabeth Cui               | 11        | 249,85    |            |            | 6          | 251,35     |         |        |
| 12 | Kanada      | Hailey Casper               | 12        | 248,75    | 6          | 188,70     |            |            |         |        |
|    |             |                             |           |           |            |            |            |            |         |        |
| 13 | Szingapúr   | Kay Yian Fong               | 13        | 235,80    |            |            |            |            |         |        |
| 14 | Egyiptom    | Habiba Shoeib               | 14        | 217,45    |            |            |            |            |         |        |
| 15 | Malajzia    | Jasmine Lai                 | 15        | 209,30    |            |            |            |            |         |        |
| 16 | Japán       | Sibuszava Szajaka           | 16        | 202,95    |            |            |            |            |         |        |
| 17 | Brazília    | Tammy Takagi                | 17        | 198,65    |            |            |            |            |         |        |
| 18 | Kolumbia    | Manuela Ríos                | 18        | 194,10    |            |            |            |            |         |        |
| 19 | Egyiptom    | Maha Amer                   | 19        | 187,30    |            |            |            |            |         |        |
| 20 | Mexikó      | Carolina Mendoza            | 20        | 184,75    |            |            |            |            |         |        |
| 21 | Szingapúr   | Ashlee Tan                  | 21        | 182,60    |            |            |            |            |         |        |

#### 3 méteres szinkronugrás
| # | Ország      | Név                                           | Pontok |
| - | ----------- | --------------------------------------------- | ------ |
|   | Kína        | Vu Csun-ting (Wu Chunting) / Csü Lin (Qu Lin) | 305,40 |
|   | USA         | Deidre Freeman / Jessica Parratto             | 272,40 |
|   | Puerto Rico | Luisa Jiménez / Jeniffer Fernández            | 266,25 |
| 4 | Brazília    | Tammy Takagi/ Juliana Veloso                  | 255,30 |
| 5 | Mexikó      | Paola Pineda Vazquez / Carolina Mendoza       | 252,42 |
| 6 | Malajzia    | Jasmine Lai / Kam Ling Kar                    | 244,62 |
| 7 | Kolumbia    | Diana Pineda / Mariana Ríos Lemus             | 231,87 |
| 8 | Szingapúr   | Kay Yian Fong / Ashlee Tan                    | 210,03 |

#### 10 méteres toronyugrás
| #  | Ország    | Név                         | Selejtező | Selejtező | Középdöntő | Középdöntő | Középdöntő | Középdöntő | Döntő   | Döntő  |
| #  | Ország    | Név                         | Selejtező | Selejtező | A          | A          | B          | B          | Döntő   | Döntő  |
| #  | Ország    | Név                         | Rangsor   | Pontok    | Rangsor    | Pontok     | Rangsor    | Pontok     | Rangsor | Pontok |
| -- | --------- | --------------------------- | --------- | --------- | ---------- | ---------- | ---------- | ---------- | ------- | ------ |
|    | Kína      | Csi Sze-jü (Ji Siyu)        | 1         | 309,30    |            |            | 1          | 307,15     | 1       | 351,80 |
|    | Japán     | Itahasi Minami              | 2         | 305,80    | 2          | 302,50     |            |            | 2       | 323,55 |
|    | Brazília  | Ingrid Oliveira             | 3         | 303,55    |            |            | 3          | 304,80     | 3       | 319,25 |
| 4  | Kanada    | Carol-Ann Ware              | 10        | 251,05    | 1          | 302,80     |            |            | 4       | 313,15 |
| 5  | Brazília  | Giovanna Pedroso            | 11        | 248,00    |            |            | 2          | 306,00     | 5       | 274,80 |
| 6  | Malajzia  | Traisy Vivien               | 6         | 289,20    | 3          | 271,40     |            |            | 6       | 263,30 |
|    |           |                             |           |           |            |            |            |            |         |        |
| 7  | Kanada    | Celina Toth                 | 7         | 280,50    |            |            | 4          | 304,75     |         |        |
| 8  | Malajzia  | Loh Zhiayi                  | 9         | 274,30    |            |            | 5          | 278,40     |         |        |
| 9  | Mexikó    | Carolina Mendoza            | 5         | 294,65    |            |            | 6          | 273,05     |         |        |
| 10 | USA       | Amy Cozad                   | 4         | 300,70    | 4          | 264,30     |            |            |         |        |
| 11 | USA       | Jessica Parratto            | 8         | 275,10    | 5          | 249,20     |            |            |         |        |
| 12 | Mexikó    | Paola Pineda Vazquez        | 12        | 245,00    | 6          | 217,70     |            |            |         |        |
|    |           |                             |           |           |            |            |            |            |         |        |
| 13 | Kolumbia  | Sara Carolina Perez Beltran | 13        | 242,95    |            |            |            |            |         |        |
| 14 | Egyiptom  | Maha Abdel Salam            | 14        | 237,80    |            |            |            |            |         |        |
| 15 | Szingapúr | Freida Lim                  | 15        | 221,10    |            |            |            |            |         |        |
| 16 | Japán     | Szaszaki Nana               | 16        | 200,70    |            |            |            |            |         |        |

#### 10 méteres szinkronugrás
| # | Ország   | Név                                               | Pontok |
| - | -------- | ------------------------------------------------- | ------ |
|   | Kína     | Csi Sze-jü (Ji Siyu) / Ting Ja-jing (Ding Yaying) | 307,50 |
|   | Brazília | Giovanna Pedroso / Ingrid Oliveira                | 284,52 |
|   | Mexikó   | Paola Pineda Vazquez / Carolina Mendoza           | 280,02 |
| 4 | USA      | Amy Cozad / Jessica Parratto                      | 270,18 |
| 5 | Malajzia | Loh Zhiayi / Traisy Vivien                        | 259,38 |

### Vegyes csapatverseny

#### Vegyes 3 méteres szinkronugrás
| # | Ország    | Név                                                   | Pontok |
| - | --------- | ----------------------------------------------------- | ------ |
|   | Malajzia  | Loh Zhiayi / Muhammad Syafiq                          | 292,86 |
|   | Kína      | Liu Ling-zsuj (Liu Lingrui) / Hu Csi-jüan (Hu Qiyuan) | 277,20 |
|   | Kolumbia  | Diana Pineda / Sebastián Villa Castañeda              | 267,99 |
| 4 | Új-Zéland | Elizabeth Cui / Liam Stone                            | 250,23 |
| 5 | Egyiptom  | Habiba Shoeib / Mohamed Noaman                        | 229,26 |
| 6 | Brazília  | Juliana Veloso / Ian Carlos Matos                     | 213,63 |

#### Vegyes 10 méteres szinkronugrás
| # | Ország   | Név                                    | Pontok |
| - | -------- | -------------------------------------- | ------ |
|   | Brazília | Ingrid Oliveira / Luiz Felipe Outerelo | 281,64 |
|   | Malajzia | Loh Zhiayi / Chew Yiwei                | 273,09 |
|   | Egyiptom | Maha Abdel Salam / Mohab Ishak         | 224,61 |